# Ladislav Smejkal
Ladislav Smejkal (30. září 1946 Benešov nad Ploučnicí – 5. září 2021 Česká Lípa) byl dlouholetý pracovník českolipského muzea, autor mnoha vlastivědných publikací Českolipska, člen redakční rady sborníku Bezděz a od roku 2006 čestný občan města Česká Lípa. Za rok 2018 držitel ocenění Pocta hejtmana Libereckého kraje.

## Vzdělání a práce v muzeu
Na Filozofické fakultě Karlovy univerzity v Praze vystudoval magisterský obor historie a český jazyk. Ladislav Smejkal byl od července 1969 zaměstnán ve Vlastivědném muzeu a galérii Česká Lípa jako historik, v historickém oddělení, pracoviště novodobých dějin. V letech 1988 – 1992 si doplnil vzdělání postgraduálním studiem muzeologie na Masarykově univerzitě v Brně.

## Veřejná činnost
V říjnu 1991 se stal členem nově vytvořeného občanského sdružení Vlastivědný spolek Českolipska a zároveň byl členem Klubu přátel muzea. Když se v roce 1997 oba spolky spojily, zůstal ve výboru i nadále. Pro spolek často pořádal přednášky. Byl od založení až do své smrti členem redakční rady a aktivním přispěvatelem vlastivědného sborníku Bezděz, původně založeného jako časopis již v roce 1930 a nyní vydávaného společně Okresním archivem, Vlastivědným spolkem a Vlastivědným muzeem v České Lípě.
Ve spolupráci v Klubem českých turistů Česká Lípa zajišťoval procházky po České Lípě s popisem historických památek města, v řadě měst celého okresu již od 70. let 20. století přednášel historii celého regionu i jeho jednotlivých míst.
Vyučoval několik let dějepis v Euroškole v České Lípě. V roce 2006 byl předsedou Akademie Jana Amose Komenského v České Lípě, kde desítky let působil jako lektor.

## Ocenění
V roce 2006 převzal z rukou starostky města ocenění Čestný občan města Česká Lípa.

## Literární dílo

### Odborné publikace
- 1971 – 50 let bojů a vítězství KSČ na Českolipsku
- 1972 – Ve znamení revoluce
- 1986 – Boj KSČ proti důsledkům velké hospodářské krize
- 1996 – Stará Česká Lípa (na dobových pohlednicích) - Alt Böhmisch Leipa, /spoluautor/
- 1998 – Jablonné v Podještědí - pohledy do minulosti, /spoluautor/
- 1999 – Z dějin České Lípy (spoluautoři Jaroslav Panáček a Marie Vojtíšková), vydala Magdalena Sobotová, ISBN 80-238-4113-0
- 2001 – Stalo se na severu Čech 1900-2000, /spoluautor/, ISBN 80-86424-17-0
- 2006 – Českou Lípou krok za krokem, vydala Magdalena Sobotová, ISBN 80-239-6347-3
- 2007 – Stará Česká Lípa v dobových fotografiích
- 2007 – Libereckým krajem - osobnosti, /spoluautor/
- 2008 – Tajemné stezky, Máchův kraj Českolipsko, vydala Regia Praha, ISBN 978-80-86367-65-1
- 2009 – Historie a současnost podnikání na Českolipsku, vydavatel Městské knihy, ISBN 978-80-86699-58-5
- 2013 – Co odvál čas - Česká Lípa v letech 1893-1898, ISBN 978-80-260-5290-6

### Sborníky, seriály v tisku
- Diář, denní rubrika v Českolipském deníku 1973-2006 pod značkou LaS

### Výstavy
V roce 2014 realizoval pro Masarykovo demokratické hnutí putovní výstavu Masarykův odkaz o prezidentu T. G. Masarykovi (poprvé uvedena 7. března 2014 v českolipském muzeu). V roce 2017 byla výstava uvedena i v kanadském Torontu a v roce 2018 má putování pokračovat po USA.